# Kartały
Kartały (ros. Карталы́) – miasto w Rosji, w obwodzie czelabińskim. W 2010 roku liczyło 29 131 mieszkańców.

## Nauka i oświata
W mieście znajduje się filia Południowouralskiego Instytutu Technologicznego.